# 卡門德拉萊瓜雷諾索區

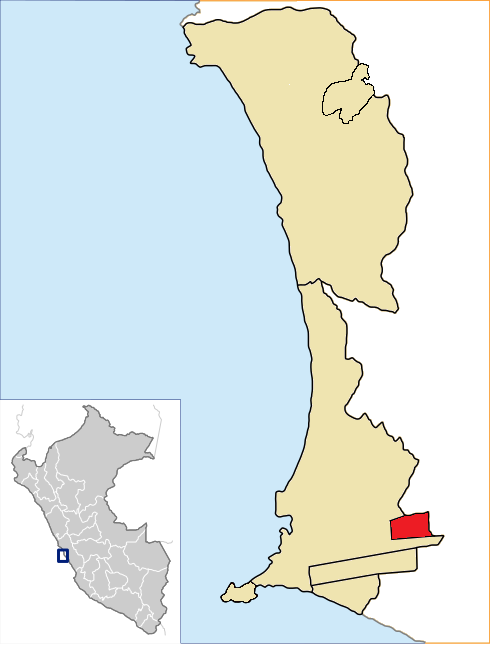

12°2′22″S 77°5′43″W / 12.03944°S 77.09528°W
卡門德拉萊瓜雷諾索區（西班牙語：Distrito de Carmen de La Legua-Reynoso），是秘魯的一個區，位於該國中西部卡亞俄省，始建於1964年12月4日，面積2.12平方公里，海拔高度54米，2005年人口40,439，人口密度每平方公里19,000人。